# Lorenzo Venuti
Lorenzo Venuti, född 12 april 1995, är en italiensk fotbollsspelare som spelar för Serie A-klubben Fiorentina.